# 남이웅
남이웅(南以雄, 1575년 ~ 1648년)은 조선의 문신이다. 본관은 의령. 자는 적만(敵萬), 호는 시북(市北). 시호는 문정(文貞). 1647년(인조 25년) 좌의정에 이르렀다.

## 생애
광해군 때인 1614년 문과에 급제하여 정언, 병조좌랑, 병조정랑, 교리 등을 지냈고 군자감정이 되고 이후 부응교를 지내다 인조 때 안악군수로 나가 선정을 베풀었고 의주부윤에 이어 황해도관찰사로 나가서 선정을 베풀었다.
이후 당상관에 올라 형조참판, 경기도관찰사, 공청도관찰사를 하며 선정을 베풀고 청렴한 관리로 이름을 떨쳤으며 이후 경상도관찰사가 되었다. 1628년(인조 6) 유효립에 난 진압을 도운 공로로 영사원종공신 1등(寧社原從功臣一等)에 책록되었다.
이후 세자빈객, 대사헌, 형조판서, 좌빈객, 이조판서에 이어 동지사로 중국에 다녀오고 예조판서, 이조판서, 대사헌, 형조판서에 이어 세자 좌빈객과 대사헌, 예조판서, 이조판서를 거쳐 우의정이 되고 좌의정에 이르렀다.

## 가족
- 부친 : 남위(南瑋) 
  - 모친 : 청주 한씨 - 한옹(韓蓊)의 차녀[1]
    - 형 : 남이영(南以英, 1563 ~ ?)
    - 형 : 남이준(南以俊, 1566 ~ 1621)
    - 누나 : 남혜숙(南惠淑, 1572 ~ ?)
    - 남동생 : 남이걸(南以傑, 1578 ~ ?)
    - 남동생 : 남이민(南以敏)
    - 정부인 : 조애중(曺愛重, 1574 ~ 1645)[2] - 조경남(曺敬男)의 딸
      - 적장남 : 남두상(南斗相)

    - 측실 : 이름 미상
      - 서장남 : 남두림(南斗臨)

## 관련 작품

### 드라마
- 《대명》 (KBS, 1981년, 배우:이순재)